# 이의징
이의징(李義徵, ? ~ 1695)은 조선 후기의 무신이다. 남인 계열의 무신으로 민암, 권대운, 목창명, 목내선, 유명현 등과도 가까웠고 장희재, 민장도와도 결탁했다. 본관은 전주이다. 이인좌의 아버지이다.

## 생애
무과에 급제하여 여러 관직을 거쳤으나 경신환국 당시 서인들에 의해 진안현감으로 좌천되었다. 그러나 곧 서인 정권에서 민정중, 민유중, 김수항, 김수흥, 김만중, 조사석, 여성제, 남구만, 박세채, 이사명 등의 탄핵으로 결국 유배를 당한다. 그러나 장희빈의 동복오빠인 장희재와 결탁했고, 이후 기사환국으로 복귀해서 병조판서 민암의 측근이 된다. 이후 민암의 아들 민장도와 결탁한 공으로 호조참의로 초고속 승진하고, 곧 수원부사로 임명이 되며 남인의 무관 실세로 성장한다. 그러다 어영대장, 호조참판으로 승진하며 장희재를 후원, 그를 좌포도대장과 총융사의 자리에 올려놓게 한 일등공신이기도 했다. 그러다가 바로 공조판서, 훈련대장을 거쳐 형조판서에 임명되는 등 무관으로써 형조판서 승진의 공을 누렸고 바로 한성부판윤을 거쳐서 지의금부사가 되고 지돈녕부사가 되지만 갑술환국으로 하옥된 뒤 유배를 당하고 1695년, 사형을 당한다.